# Anadolu Efes Spor Kulübü 2021-2022
Questa voce raccoglie le informazioni riguardanti l'Anadolu Efes Spor Kulübü nelle competizioni ufficiali della stagione 2021-2022.

## Stagione
La stagione 2021-2022 dell'Anadolu Efes Spor Kulübü è la 44ª nel massimo campionato turco di pallacanestro, la Basketbol Süper Ligi.

## Roster
Aggiornato al 20 luglio 2021.
| Anadolu Efes 2021-22 | Anadolu Efes 2021-22 |
| Giocatori            | Staff tecnico        |
| -------------------- | -------------------- |

| N. | Naz.                                        | Ruolo | Nome              | Anno | Alt.   | Peso   |  |
| -- | ------------------------------------------- | ----- | ----------------- | ---- | ------ | ------ |  |
| 0  | Stati Uniti (bandiera) · Turchia (bandiera) | P     | Shane Larkin      | 1992 | 182 cm | 79 kg  |  |
| 1  | Francia (bandiera)                          | PG    | Rodrigue Beaubois | 1988 | 190 cm | 84 kg  |  |
| 2  | Stati Uniti (bandiera)                      | AC    | Chris Singleton   | 1989 | 206 cm | 108 kg |  |
| 3  | Turchia (bandiera)                          | AG    | Yiğitcan Saybir   | 1999 | 203 cm | 88 kg  |  |
| 4  | Turchia (bandiera)                          | P     | Doğuş Balbay (C)  | 1989 | 185 cm | 82 kg  |  |
| 6  | Stati Uniti (bandiera)                      | G     | Elijah Bryant     | 1995 | 196 cm | 95 kg  |  |
| 8  | Turchia (bandiera)                          | AP    | Tolga Geçim       | 1996 | 206 cm | 91 kg  |  |
| 10 | Turchia (bandiera)                          | P     | Ömercan İlyasoğlu | 2001 | 196 cm | 85 kg  |  |
| 11 | Cipro (bandiera) · Turchia (bandiera)       | PG    | Erten Gazi        | 1997 | 191 cm | 93 kg  |  |
| 15 | Turchia (bandiera)                          | C     | Egemen Güven      | 1996 | 213 cm | 100 kg |  |
| 18 | Francia (bandiera)                          | AG    | Adrien Moerman    | 1988 | 202 cm | 102 kg |  |
| 19 | Turchia (bandiera)                          | G     | Buğrahan Tuncer   | 1993 | 193 cm | 87 kg  |  |
| 21 | Germania (bandiera)                         | C     | Tibor Pleiß       | 1989 | 221 cm | 122 kg |  |
| 22 | Serbia (bandiera)                           | P     | Vasilije Micić    | 1994 | 196 cm | 92 kg  |  |
| 23 | Stati Uniti (bandiera)                      | GA    | James Anderson    | 1989 | 198 cm | 98 kg  |  |
| 33 | Serbia (bandiera)                           | C     | Filip Petrušev    | 2000 | 211 cm | 107 kg |  |
| 42 | Stati Uniti (bandiera) · Armenia (bandiera) | C     | Bryant Dunston    | 1986 | 203 cm | 114 kg |  |
| 44 | Croazia (bandiera)                          | AP    | Krunoslav Simon   | 1985 | 197 cm | 100 kg |  |

| Allenatore |
| - Ergin Ataman |
| Assistente/i |
| - Tomislav Mijatović - Yakup Sekizkök - Cenk Yıldırım Legenda - (C) Capitano - (IN) Inattivo - Infortunato Roster |

## Mercato

### Sessione estiva
| Acquisti | Acquisti          | Acquisti             | Acquisti      | Acquisti |
| R.a      | Nome              | da                   | Modalità      |          |
| -------- | ----------------- | -------------------- | ------------- | -------- |
| P        | Ömercan İlyasoğlu | Bursaspor            | fine prestito |          |
| G        | Mustafa Kurtuldum | Merkezefendi Denizli | fine prestito |          |
| C        | Filip Petrušev    | Mega Belgrado        | svincolato    |          |

| Cessioni | Cessioni          | Cessioni        | Cessioni       | Cessioni |
| R.       | Nome              | a               | Modalità       |          |
| -------- | ----------------- | --------------- | -------------- | -------- |
| C        | Sertaç Şanlı      | Barcellona      | fine contratto |          |
| G        | Mustafa Kurtuldum | T. Büyükçekmece | fine contratto |          |
| A        | Džanan Musa       | Breogán         | rescissione    |          |
| C        | Tarık Sezgün      | Bursaspor       | fine contratto |          |

### Dopo l'inizio della stagione
| Acquisti | Acquisti      | Acquisti        | Acquisti        | Acquisti   |
| R.       | Nome          | da              | Data            | Modalità   |
| -------- | ------------- | --------------- | --------------- | ---------- |
| G        | Elijah Bryant | Milwaukee Bucks | 18 ottobre 2021 | svincolato |
| C        | Egemen Güven  | Bursaspor       | 7 gennaio 2022  | scambio    |

| Cessioni | Cessioni    | Cessioni  | Cessioni       | Cessioni |
| R.       | Nome        | a         | Data           | Modalità |
| -------- | ----------- | --------- | -------------- | -------- |
| A        | Tolga Geçim | Bursaspor | 7 gennaio 2022 | scambio  |